# ROTSE-IIIb
ROTSE-IIIb (ang. Robotic Optical Transient Search Experiment) – zautomatyzowany teleskop optyczny znajdujący się w McDonald Observatory niedaleko miejscowości Fort Davis w Teksasie. Został zbudowany przez ROTSE collaboration w celu obserwacji optycznych poświat błysków promieniowania gamma. Rozpoczął pracę w 2003 roku.
Oprócz poszukiwania poświat, ROTSE-IIIb jest też wykorzystywany przez grupę Texas Supernova Search. W 2006 przy jego pomocy odkryto najjaśniejszą (pod względem jasności absolutnej) spośród znanych supernowych – SN 2006gy.